# لاري تايلور
لاري تايلور مواليد 3 أكتوبر 1980، هو لاعب كرة سلة برازيلي ويحمل الرقم 4. يبلغ طوله 6 قدم 1 بوصة (1.9 م).

## فرق لعب لها
- الدوري المكسيكي لكرة السلة

## روابط خارجية
- لاري تايلور على موقع الاتحاد الدولي لكرة السلة (الإنجليزية)
- لاري تايلور على موقع كرة السلة الأوروبية.كوم (الإنجليزية)
- لاري تايلور على موقع ريلجم (الإنجليزية)
- لاري تايلور على موقع بروبوليرز (الإنجليزية)
- لاري تايلور على موقع سبورتس رفرنس (الإنجليزية)
- لاري تايلور على موقع أوليمبيديا (الإنجليزية)